# Karl Gleitz
Karl Gleitz   (Hitzerode, 13 de setembre de 1862 - 1920), fou un musicòleg, compositor i director d'orquestra alemany.
Estudià en el Conservatori de Leipzig i l'Acadèmia de Múnic, i després s'establí a Berlín.
Obres principals:
- El poema simfònic Fata Morgana (1888/89), al que seguiren les obres: Alberichs, Drohung, Ahasver, Venus und Bellona; Irrlichter (fantasia per a piano i orquestra), i Küntsler's Erdenwallen (1896/97).